# La Verte Moisson
Pour plus de détails, voir Fiche technique et Distribution.
La Verte moisson est un film français réalisé par François Villiers, sorti en 1959.

## Synopsis
Dans une ville de province sous l'Occupation, des lycéens décident d'agir contre l'armée allemande. Après un premier attentat contre un bâtiment, le professeur de chimie est arrêté. Le groupe se prépare dès lors à le libérer en s'attaquant à la Kommandantur de la ville ; mais il doit d'abord se procurer des armes.

## Fiche technique
- Titre : La Verte moisson
- Réalisation : François Villiers
- Scénario : Remo Forlani, d'après le roman de Henri Brunel[1]
- Dialogues : Remo Forlani et Jean-Pierre Aumont
- Photographie : Paul Soulignac
- Montage : Edouard Berne
- Musique : Jacques Bondon
- Décors : Pierre-Louis Thévenet
- Son : Jean Bonnafoux
- Producteurs : Claude Clert, Alain Poiré
- Société de production : Les films Caravelle
- Directeur de production : André Deroual
- Pays de production :  France
- Format : Noir et blanc — 35 mm — Son : Mono
- Genre : Film dramatique, Film de guerre
- Durée : 95 minutes (1 h 35)
- Date de sortie :
  - France : 2 décembre 1959
- Affiche : Clément Hurel, Guy-Gérard Noël (France)

## Distribution
- Pierre Dux : l'aumônier
- Dany Saval : Dany
- Claude Brasseur : Robert Borelli
- Marie-France Boyer : Sophie
- Jacques Perrin : Mesnier
- Jacques Higelin : Mercadier
- Francis Lemonnier : Olivier Guerbois
- Philippe Adrien : le fumeur
- René Blancard : M. Borelli
- Raymond Loyer : l'aumônier allemand
- Jacky Gencel : Rouquier
- Camille Fournier : Mme Guerbois

## Tournage
Le film a été entièrement tourné à Pontoise.